# A Veronica Mars epizódjainak listája
Ez a cikk a Veronica Mars című sorozat epizódjait listázza.

## Évados áttekintés
| Évad | Évad | Epizódok | Eredeti sugárzás     | Eredeti sugárzás | Eredeti adó | Magyar sugárzás     | Magyar sugárzás     | Magyar adó |
| Évad | Évad | Epizódok | Évadpremier          | Évadfinálé       | Eredeti adó | Évadpremier         | Évadfinálé          | Magyar adó |
| ---- | ---- | -------- | -------------------- | ---------------- | ----------- | ------------------- | ------------------- | ---------- |
|      | 1    | 22       | 2004. szeptember 22. | 2005. május 10.  | UPN         | 2007. április 7.    | 2007. szeptember 1. | Viasat 3   |
|      | 2    | 22       | 2005. szeptember 28. | 2006. május 9.   | UPN         | 2008. augusztus 24. | 2009. január 25.    | Viasat 3   |
|      | 3    | 20       | 2006. október 3.     | 2007. május 22.  | The CW      | 2009. július 1.     | 2009. július 28.    | Viasat 3   |
|      | 4    | 8        | 2019. július 19.     | 2019. július 19. | Hulu        | 2020. október 4.    | 2020. november 29.  | Cool TV    |

## 1. évad (2004-2005)
| Sor. | Év. | Cím                                                            | Rendező            | Író                                                          | Premier                                | Nézettség   |
| ---- | --- | -------------------------------------------------------------- | ------------------ | ------------------------------------------------------------ | -------------------------------------- | ----------- |
| 1.   | 1.  | Bevezető rész (Pilot)                                          | Mark Piznarski     | Rob Thomas                                                   | 2004. szeptember 22. 2007. április 7.  | 2,49 millió |
| 2.   | 2.  | Használd a hitelkártyát amíg lehet (Credit Where Credit's Due) | Mark Piznarski     | Rob Thomas                                                   | 2004. szeptember 28. 2007. április 14. | 2,21 millió |
| 3.   | 3.  | Bemutatom John Smith-t (Meet John Smith)                       | Harry Winer        | Jed Seidel                                                   | 2004. október 12. 2007. április 21.    | 2,71 millió |
| 4.   | 4.  | Szilikon maffia (The Wrath of Con)                             | Michael Fields     | Diane Ruggiero                                               | 2004. október 19. 2007. április 28.    | 3,12 millió |
| 5.   | 5.  | Azt hiszed hogy ismered (You Think You Know Somebody)          | Nick Gomez         | Dayna Lynne North                                            | 2004. október 26. 2007. május 5.       | 2,73 millió |
| 6.   | 6.  | Duncan Kane visszatér (Return of the Kane)                     | Sarah Pia Anderson | Történet: Rob Thomas Tévéjáték: Phil Klemmer                 | 2004. november 2. 2007. május 12.      | 2,86 millió |
| 7.   | 7.  | A szomszéd lány (The Girl Next Door)                           | Nick Marck         | Történet: Jed Seidel Tévéjáték: Jed Seidel és Diane Ruggiero | 2004. november 9. 2007. május 19.      | 2,74 millió |
| 8.   | 8.  | Mint egy szűz (Like a Virgin)                                  | Guy Bee            | Aury Wallington                                              | 2004. november 23. 2007. május 26.     | 2,76 millió |
| 9.   | 9.  | Az agymosás (Drinking the Kool-Aid)                            | Marcos Siega       | Történet: Rob Thomas Tévéjáték: Russell Smith                | 2004. november 30. 2007. június 2.     | 2,40 millió |
| 10.  | 10. | Karácsonyi kárócsata (An Echolls Family Christmas)             | Nick Marck         | Diane Ruggiero                                               | 2004. december 14. 2007. június 9.     | 1,90 millió |
| 11.  | 11. | A bárányok hallgatnak (Silence of the Lamb)                    | John Kretchmer     | Jed Seidel és Dayna Lynne North                              | 2005. január 4. 2007. június 16.       | 2,84 millió |
| 12.  | 12. | A Tritonok klubja (Clash of the Tritons)                       | David Barrett      | Phil Klemmer és Aury Wallington                              | 2005. január 11. 2007. június 23.      | 2,91 millió |
| 13.  | 13. | Gazdagok gazdagja (Lord of the Bling)                          | Steve Gomer        | John Enbom                                                   | 2005. február 8. 2007. június 30.      | 2,97 millió |
| 14.  | 14. | Mars kontra Mars (Mars vs. Mars)                               | Marcos Siega       | Történet: Rob Thomas Tévéjáték: Jed Seidel és Diane Ruggiero | 2005. február 15. 2007. július 7.      | 2,70 millió |
| 15.  | 15. | Az orosz ügy (Ruskie Business)                                 | Guy Bee            | Phil Klemmer és John Enbom                                   | 2005. február 22. 2007. július 14.     | 2,34 millió |
| 16.  | 16. | Betty és Veronica (Betty and Veronica)                         | Michael Fields     | Diane Ruggiero                                               | 2005. március 29. 2007. július 21.     | 2,33 millió |
| 17.  | 17. | A bűnbak (Kanes and Abel's)                                    | Nick Marck         | Carolyn Murray                                               | 2005. április 5. 2007. július 28.      | 2,78 millió |
| 18.  | 18. | Veszélyben az iskola (Weapons of Class Destruction)            | John Kretchmer     | Jed Seidel                                                   | 2005. április 12. 2007. augusztus 4.   | 2,30 millió |
| 19.  | 19. | Drága kutyák (Hot Dogs)                                        | Nick Marck         | Dayna Lynne North                                            | 2005. április 19. 2007. augusztus 11.  | 2,48 millió |
| 20.  | 20. | Őrület (M.A.D.)                                                | John Kretchmer     | Phil Klemmer és John Enbom                                   | 2005. április 26. 2007. augusztus 18.  | 3,04 millió |
| 21.  | 21. | Shelly bosszúja (A Trip to the Dentist)                        | Marcos Siega       | Diane Ruggiero                                               | 2005. május 3. 2007. augusztus 25.     | 2,85 millió |
| 22.  | 22. | Hallgass Beaver-re! (Leave It to Beaver)                       | Michael Fields     | Történet: Rob Thomas Tévéjáték: Rob Thomas és Diane Ruggiero | 2005. május 10. 2007. szeptember 1.    | 2,99 millió |

## 2. évad (2005-2006)
| Sor. | Év. | Cím                                                         | Rendező            | Író                                                      | Premier                                  | Nézettség   |
| ---- | --- | ----------------------------------------------------------- | ------------------ | -------------------------------------------------------- | ---------------------------------------- | ----------- |
| 23.  | 1.  | A jelszó: normális (Normal Is the Watchword)                | John Kretchmer     | Rob Thomas                                               | 2005. szeptember 28. 2008. augusztus 24. | 3,29 millió |
| 24.  | 2.  | Félrevezetve (Driver Ed)                                    | Nick Marck         | Diane Ruggiero                                           | 2005. október 5. 2008. augusztus 31.     | 2,73 millió |
| 25.  | 3.  | Csaló, csaló le vele! (Cheatty Cheatty Bang Bang)           | John Kretchmer     | Phil Klemmer és John Enbom                               | 2005. október 12. 2008. szeptember 7.    | 3,03 millió |
| 26.  | 4.  | A zöldszemű szörny (Green-Eyed Monster)                     | Jason Bloom        | Dayna Lynne North                                        | 2005. október 19. 2008. szeptember 14.   | 3,05 millió |
| 27.  | 5.  | Kísért a múlt (Blast from the Past)                         | Harry Winer        | Phil Klemmer és Cathy Belben                             | 2005. október 26. 2008. szeptember 21.   | 3,58 millió |
| 28.  | 6.  | Kegyes hazugságok (Rat Saw God)                             | Kevin Bray         | John Enbom és Phil Klemmer                               | 2005. november 9. 2008. szeptember 28.   | 3,07 millió |
| 29.  | 7.  | Saját gyerek, saját nevelés (Nobody Puts Baby in a Corner)  | Nick Marck         | Diane Ruggiero                                           | 2005. november 16. 2008. október 5.      | 2,94 millió |
| 30.  | 8.  | Szevasztok, srácok! (Ahoy, Mateys!)                         | Steve Gomer        | John Enbom és Cathy Belben                               | 2005. november 23. 2008. október 12.     | 2,50 millió |
| 31.  | 9.  | Az én ifjú anyám (My Mother, the Fiend)                     | Nick Marck         | Phil Klemmer és Dayna Lynne North                        | 2005. november 30. 2008. október 19.     | 2,82 millió |
| 32.  | 10. | A nehéz döntés (One Angry Veronica)                         | John Kretchmer     | Russell Smith                                            | 2005. december 7. 2008. október 26.      | 3,42 millió |
| 33.  | 11. | Zsarufuttatás (Donut Run)                                   | Rob Thomas         | Rob Thomas                                               | 2006. január 25. 2008. november 2.       | 1,62 millió |
| 34.  | 12. | Rashard és Wallace (Rashard and Wallace Go to White Castle) | John Kretchmer     | John Enbom                                               | 2006. február 1. 2008. november 9.       | 2,12 millió |
| 35.  | 13. | Karnevál a javából (Ain't No Magic Mountain High Enough)    | Guy Bee            | Diane Ruggiero                                           | 2006. február 8. 2008. november 16.      | 2,05 millió |
| 36.  | 14. | Hideg vagy meleg (Versatile Toppings)                       | Sarah Pia Anderson | Phil Klemmer                                             | 2006. március 15. 2008. november 23.     | 2,73 millió |
| 37.  | 15. | Elevenek és voltak (The Quick and the Wed)                  | Rick Rosenthal     | John Serge                                               | 2006. március 22. 2008. november 30.     | 2,34 millió |
| 38.  | 16. | A látszat néha csal (The Rapes of Graff)                    | Michael Fields     | John Enbom                                               | 2006. március 29. 2008. december 7.      | 2,15 millió |
| 39.  | 17. | B terv (Plan B)                                             | John Kretchmer     | Dayna Lynne North                                        | 2006. április 5. 2008. december 14.      | 2,85 millió |
| 40.  | 18. | Én vagyok Isten (I Am God)                                  | Martha Mitchell    | Diane Ruggiero és Cathy Belben                           | 2006. április 11. 2008. december 21.     | 1,76 millió |
| 41.  | 19. | Hamis mostoha (Nevermind the Buttocks)                      | Jason Bloom        | Phil Klemmer                                             | 2006. április 18. 2009. január 4.        | 1,91 millió |
| 42.  | 20. | Nicsak, ki kukkol! (Look Who's Stalking)                    | Michael Fields     | John Enbom                                               | 2006. április 25. 2009. január 11.       | 1,85 millió |
| 43.  | 21. | Boldogult Lucky (Happy Go Lucky)                            | Steve Gomer        | Diane Ruggiero                                           | 2006. május 2. 2009. január 18.          | 2,09 millió |
| 44.  | 22. | Képtelenség (Not Pictured)                                  | John Kretchmer     | Történet: Rob Thomas Tévéjáték: Rob Thomas és John Enbom | 2006. május 9. 2009. január 25.          | 2,42 millió |

## 3. évad (2006-2007)
| Sor. | Év. | Cím                                                                           | Rendező        | Író                                                                                             | Premier                             | Nézettség   |
| ---- | --- | ----------------------------------------------------------------------------- | -------------- | ----------------------------------------------------------------------------------------------- | ----------------------------------- | ----------- |
| 45.  | 1.  | Isten hozott! (Welcome Wagon)                                                 | John Kretchmer | Rob Thomas                                                                                      | 2006. október 3. 2009. július 1.    | 3,36 millió |
| 46.  | 2.  | Felvételem a Théta Bétákhoz (My Big Fat Greek Rush Week)                      | John Kretchmer | Diane Ruggiero                                                                                  | 2006. október 10. 2009. július 2.   | 2,96 millió |
| 47.  | 3.  | A Wichita-i védő esete (Wichita Linebacker)                                   | Harry Winer    | Phil Klemmer és John Enbom                                                                      | 2006. október 17. 2009. július 3.   | 3,12 millió |
| 48.  | 4.  | Charlie nem szörfözik (Charlie Don't Surf)                                    | Jason Bloom    | Diane Ruggiero és Jason Elen                                                                    | 2006. október 24. 2009. július 6.   | 3,33 millió |
| 49.  | 5.  | Aki, az ördöggel cimborál (President Evil)                                    | Nick Marck     | Jonathan Moskin és David Mulei                                                                  | 2006. október 31. 2009. július 7.   | 2,70 millió |
| 50.  | 6.  | A hitetlenség ára (Hi, Infidelity)                                            | Michael Fields | John Enbom                                                                                      | 2006. november 7. 2009. július 8.   | 2,75 millió |
| 51.  | 7.  | Bűnökről és férfiakról (Of Vice and Men)                                      | Harry Winer    | Phil Klemmer                                                                                    | 2006. november 14. 2009. július 9.  | 2,69 millió |
| 52.  | 8.  | A Pi szigma ura (Lord of the Pi's)                                            | Steve Gomer    | Diane Ruggiero                                                                                  | 2006. november 21. 2009. július 10. | 2,57 millió |
| 53.  | 9.  | Köpködés és tojások (Spit & Eggs)                                             | Rob Thomas     | Rob Thomas                                                                                      | 2006. november 28. 2009. július 13. | 3,44 millió |
| 54.  | 10. | Az ellopott majom (Show Me the Monkey)                                        | Nick Marck     | Történet: John Enbom Tévéjáték: John Enbom és Robert Hull                                       | 2007. január 23. 2009. július 14.   | 3,23 millió |
| 55.  | 11. | Külvárosi csavargók és tolvajok (Poughkeepsie, Tramps and Thieves)            | John Kretchmer | Diane Ruggiero                                                                                  | 2007. január 30. 2009. július 15.   | 2,69 millió |
| 56.  | 12. | Másnap fel kell ébrednünk az álomból (There's Got to Be a Morning After Pill) | Tricia Brock   | Történet: Jonathan Moskin és David Mulei Tévéjáték: Jonathan Moskin, Phil Klemmer és John Enbom | 2007. február 6. 2009. július 16.   | 2,40 millió |
| 57.  | 13. | Gyilkosság a meccs után (Postgame Mortem)                                     | John Kretchmer | Joe Voci                                                                                        | 2007. február 13. 2009. július 17.  | 2,37 millió |
| 58.  | 14. | Rács mögött (Mars, Bars)                                                      | Harry Winer    | Történet: Phil Klemmer, John Enbom és Joe Voci Tévéjáték: Phil Klemmer és John Enbom            | 2007. február 20. 2009. július 20.  | 2,27 millió |
| 59.  | 15. | Papa kabinja (Papa's Cabin)                                                   | Michael Fields | John Enbom                                                                                      | 2007. február 27. 2009. július 21.  | 2,66 millió |
| 60.  | 16. | Amerikai graffiti (Un-American Graffiti)                                      | John Kretchmer | Robert Hull                                                                                     | 2007. május 1. 2009. július 22.     | 2,35 millió |
| 61.  | 17. | Eltűnt kazetták (Debasement Tapes)                                            | Dan Etheridge  | John Enbom                                                                                      | 2007. május 8. 2009. július 23.     | 1,85 millió |
| 62.  | 18. | Tudom, mit teszel jövő nyáron (I Know What You'll Do Next Summer)             | Nick Marck     | Jonathan Moskin és David Mulei                                                                  | 2007. május 15. 2009. július 24.    | 2,10 millió |
| 63.  | 19. | Weevilt még bicegni sem hagyják (Weevils Wobble But They Don't Go Down)       | Jason Bloom    | Phil Klemmer                                                                                    | 2007. május 22. 2009. július 27.    | 1,78 millió |
| 64.  | 20. | A szajha visszavág (The Bitch Is Back)                                        | Michael Fields | Rob Thomas és Diane Ruggiero                                                                    | 2007. május 22. 2009. július 28.    | 2,15 millió |

## Film (2014)
| Sor. | Év. | Cím                           | Rendező    | Író                                                             | Premier                          |
| ---- | --- | ----------------------------- | ---------- | --------------------------------------------------------------- | -------------------------------- |
| 1.   | 1.  | Veronica Mars (Veronica Mars) | Rob Thomas | Történet: Rob Thomas Forgatókönyv: Rob Thomas és Diane Ruggiero | 2014. március 14. 2015. május 3. |

## 4. évad (2019)
| Sor. | Év. | Cím                                                   | Rendező         | Író                                        | Premier                             |
| ---- | --- | ----------------------------------------------------- | --------------- | ------------------------------------------ | ----------------------------------- |
| 65.  | 1.  | A tavaszi szünet (Spring Break Forever)               | Michael Lehmann | Rob Thomas                                 | 2019. július 19. 2020. október 4.   |
| 66.  | 2.  | Chino és a főnök (Chino and the Man)                  | Michael Fields  | Diane Ruggiero-Wright                      | 2019. július 19. 2020. október 11.  |
| 67.  | 3.  | Csak nyugi és bulizz tovább! (Keep Calm and Party On) | Joaquin Sedillo | Heather V. Regnier                         | 2019. július 19. 2020. október 18.  |
| 68.  | 4.  | Ne veszítsd el a fejed! (Heads You Lose)              | Rachel Goldberg | David Walpert                              | 2019. július 19. 2020. november 1.  |
| 69.  | 5.  | Vesztes széria (Losing Streak)                        | Scott Winant    | David Walpert                              | 2019. július 19. 2020. november 8.  |
| 70.  | 6.  | A kín birodalma (Entering a World of Pain)            | Tessa Blake     | Kareem Abdul-Jabbar és Raymond Obstfeld    | 2019. július 19. 2020. november 15. |
| 71.  | 7.  | A háború istene (Gods of War)                         | Amanda Marsalis | Diane Ruggiero-Wright és Heather V. Renier | 2019. július 19. 2020. november 22. |
| 72.  | 8.  | Az utolsó csapás (Years, Continents, Bloodshed)       | Scott Winant    | Rob Thomas                                 | 2019. július 19. 2020. november 29. |